# Antoni Pawluć
Antoni Pawluć (ur. 5 maja 1888 w Zastarzynie, zm. 23 czerwca 1974 w Świebodzinie) – kapitan Wojska Polskiego, uczestnik I wojny światowej, wojny polsko-bolszewickiej i II wojny światowej. Kawaler Orderu Virtuti Militari.

## Życiorys
Urodził się 5 maja 1888 w Zastarzynie w rodzinie Spirydona i Anastazji. Absolwent gimnazjum. Zmobilizowany do armii rosyjskiej, gdzie służył w 110 pułku piechoty. Następnie jako żołnierz Legionu Wschodniego, później jako artylerzysta w I Korpusie Polskim w Rosji. W 1920 zostaje ranny w wyprawie wileńskiej gen. Żeligowskiego. Za dzielność i odwagę w walce został wtedy odznaczony Orderem Virtuti Militari. Służył wtedy jako podporucznik w 29 pułku artylerii.
Po zakończeniu walk został zwolniony z wojska w 1922, osiedlił się w Podświlu. Po agresji sowieckiej na Polskę w 1940 wywieziony w okolice Archangielska. Tam wstąpił do Armii Andersa. Przydzielono go do 2 pułku artylerii ciężkiej. Bezterminowo urlopowany z frontu przedostał się przez Afrykę do Anglii. Wrócił do Polski i zamieszkał w Świebodzinie w 1948. Pracował tam jako urzędnik. Zmarł 23 czerwca 1974. Pochowany w Świebodzinie.

## Życie prywatne
Żonaty dwukrotnie, od 1922 z Elżbietą Adler, od 1933 z Zofią Wojkiewicz. Troje dzieci.

## Ordery i odznaczenia
- Krzyż Srebrny Orderu Wojskowego Virtuti Militari nr 5861[1]